# Sol (namn)
Sol är ett namn som förekommer både som förnamn och efternamn.
2023 fanns det i Sverige 1 472 kvinnor som bar namnet Sol som förnamn, varav 297 bar det som sitt förstanamn. Bland männen var det 168 som bar namnet, varav 23 bar det som sitt förstanamn. 43 personer bar namnet som efternamn
Namnet används också som del i dubbelnamn, t.ex. Sol-Britt.
2009 bar flest namnet i Stockholm, där 19 män och 94 kvinnor hade namnet.
Namnet Sol är också ett gårdsnamn från Dalarna. Både kvinnor (främst) och män heter det ännu idag i mellannamn.